# Oglasa chavenei
Oglasa chavenei är en fjärilsart som beskrevs av Pierre E.L. Viette 1965. Oglasa chavenei ingår i släktet Oglasa och familjen nattflyn. Inga underarter finns listade i Catalogue of Life.